# Музеј Николе Тесле
Музеј Николе Тесле је основан 5. децембра 1952. године. Смештен је у Улици Крунској 51, у згради саграђеној између 1927. и 1929. године као кућа Ђорђа Генчића, по пројекту архитекте Драгише Брашована. Зграда музеја је проглашена за споменик културе 1987. године.
Музеј има сталну поставку, и у једном делу је посвећена животу и раду Николе Тесле, а у другом је представљен развој науке о електрицитету и магнетизму. Најзанимљивији део је са аутентичном документацијом и радним моделима Теслиних изума.
Генерални директор Унеска Коићиро Мацуура донео је 16. октобра 2003. године одлуку о упису архивске грађе из заоставштине Николе Тесле у регистар Унеска Памћење света.

## Основне информације о Музеју
Директор музеја од оснивања 1952. па до 1982. године био је Вељко Кораћ.
Оснивачка права су 2020. године прешла са града Београда на Републику Србију. Крајем 2020. године одлучено је да се музеј премести на другу локацију, у зграду Термоелектране Снага и светлост.

## Музејска ризница
Богата музејска грађа о животу и делу славног српског научника Николе Тесле, дошла је по судској одлуци Америчких власти, која је прогласила за јединог наследника, рођака Николе Тесле, Саву Косановића. Сходно Теслиној жељи Сава Косановић је сву личну имовину и документацију Николе Тесле, пренео у Београд 1951. године.
Музеј у Београду чува оригиналну личну заоставштину Николе Тесле.
Музеј поседује богату колекцију:
- преко 160000 оригиналних докумената
- преко 2000 књига и часописа
- преко 1200 историјских и техничких предмета
- преко 1500 фотографија и других предмета, уређаја, инструмената
- преко 1000 планова и цртежа

### Архив Николе Тесле
Музеј Никола Тесла је јединствена институција код нас и у свету. Поседује највећу збирку докумената о животу и раду светског научника Николе Тесле. Велики значај има за научнике, истраживаче и широку публику. Као такав, ширећи своју делатност и дајући свима информације о Николи Тесли, доприноси ширем и јаснијем увиду, о великом доприносу науци и друштву, који је Никола Тесла својим плодоносним радом, подарио целом човечанству.
Архив Николе Тесле се састоји од јединствене збирке рукописа, фотографија, научне и патентне документације која је неопходна у проучавању историје електрификације целог света. Збирка документује најзначајнију еру историје развоја савременог света, која је захваљујући Теслином систему омогућила лаку производњу и дистрибуцију електричне енергије. Архив је 2002. године номинован за Унесков програм Памћење света а номинација је прихваћена 2003. Архив Николе Тесле који се чува у Музеју Николе Тесле у Београду и представља изузетно вредну колекцију рукописа, фотографија, научне и патентне документације, преписке, личних докумената, укупно око 160.000 страница докумената и преко 1000 фотографија Теслиних експеримената и изума. Целокупан материјал донет је после смрти научника 1943. године из Њујорка.
- Демонстрација Теслиних изума током посете Музеју

## Галерија
- Црквена Православна крштеница Николе Тесле(српско-словенска ћирилица)
- Копија индукционог мотор из 1887. Оригинални Теслин индукциони мотор из 1887. се данас чува у Империјалном техничком музеју у Лондону.[5]
- Модел бродића на даљинско управљање
- Теслин калем
- Неки од проналазака на столу
- Модел који приказује електрични генератор и транспорт енергије од високог напона, кроз каблове.
- Теслин експеримент „Колумбово јаје"(јаје које ротира у магнетном пољу)
- Даљинска управљачка јединица(за брод)
- Двофазни индукциони мотор са ротором у облику плоче
- Плоча са хидроелектране на Нијагариним водопадима
- Урна са Теслиним остацима
- Воштана фигура Николе Тесле
- Биста Николе Тесле
- Оригинално Теслино одело
- Витрина са публикацијама о Тесли
- Кутак посвећен Теслином раду на бежичном преносу струје